# Undarana towomba
Undarana towomba är en insektsart som beskrevs av Hoch och Francis Gard Howarth 1989. Undarana towomba ingår i släktet Undarana och familjen kilstritar. Inga underarter finns listade i Catalogue of Life.